# Comté de Harrison (Indiana)
Pour les articles homonymes, voir Comté de Harrison.
Le comté de Harrison (anglais : Harrison County) est un comté de l'État de l'Indiana, aux États-Unis. Il comptait 39 364 habitants en 2010. Son siège est Corydon.

## Note
- (en) Cet article est partiellement ou en totalité issu de l’article de Wikipédia en anglais intitulé « Harrison County, Indiana » (voir la liste des auteurs).